# Possenhofen

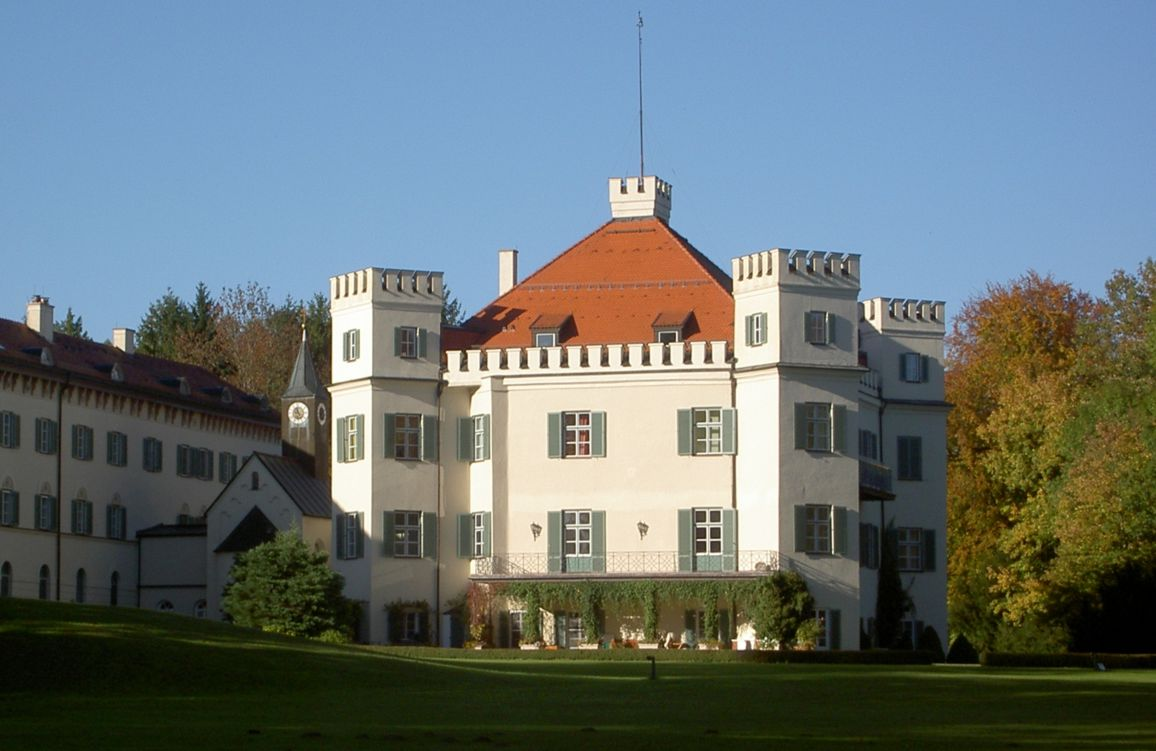
Lâu đài Possenhofen

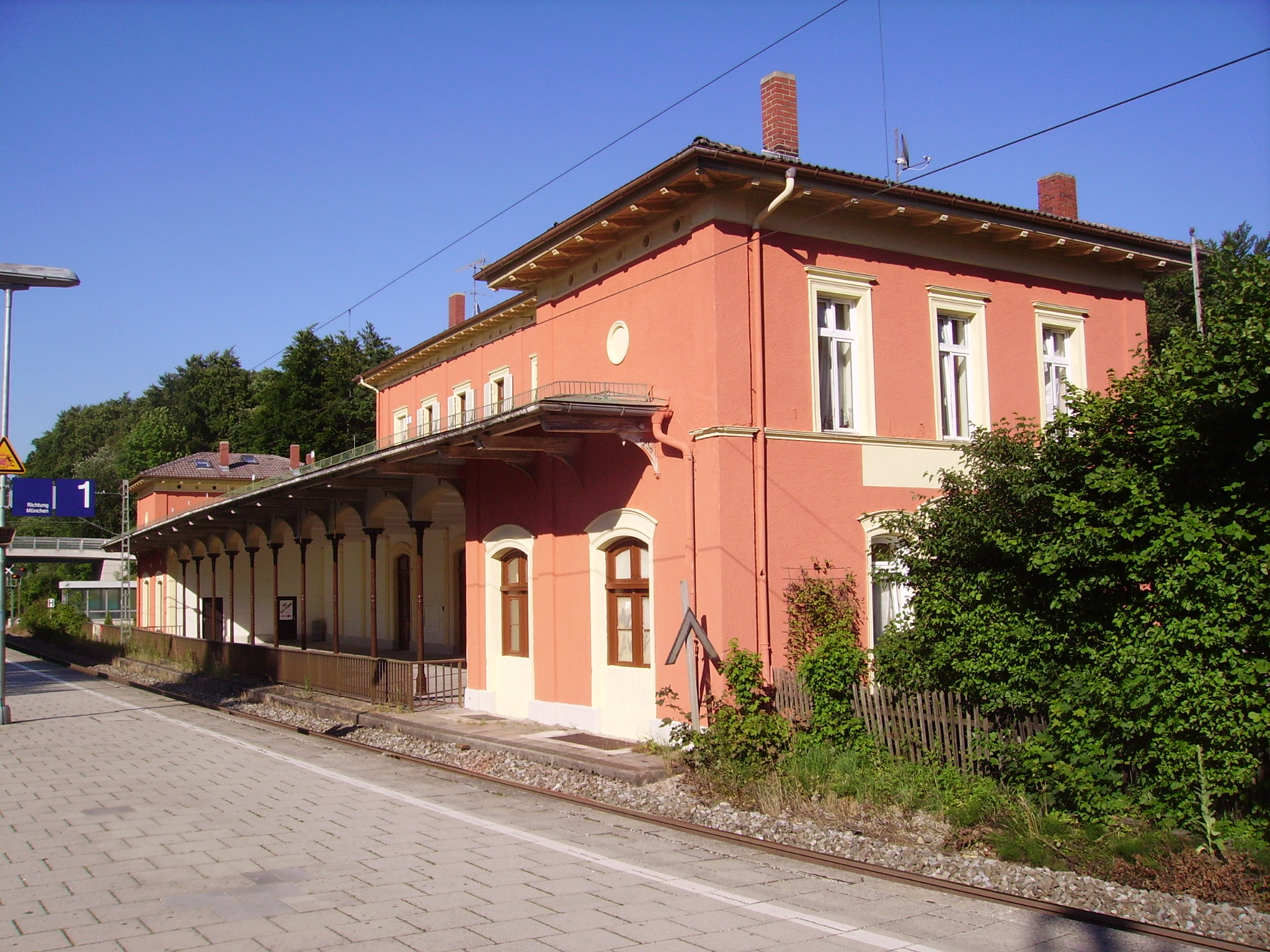
Nhà ga Possenhofen

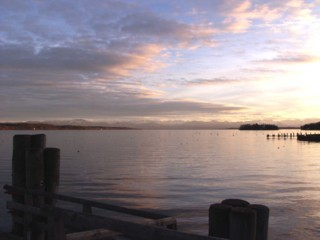
Nhìn từ Possenhofen tới Roseninsel

Possenhofen là một làng thuộc xã Pöcking, huyện Starnberg, tỉnh Oberbayern, Đức. Khoảng 380 người sống tại làng nằm ở bờ phía Tây của hồ Starnberg.

## Lịch sử
Làng này được ghi vào sổ sách lần đầu tiên vào năm 1281/1282,khi công tước Friedrich von Scheyern Wittelsbach đã tặng cho tu viện Schäftlarn nông trại „Pozzenhofen".
1536 Jacob Rosenbusch cho xây lâu đài Schloss Possenhofen. 1538 ông nhận được từ công tước Bayern quyền làm chủ làng Possenhofen vào năm 1545 cả làng Pöcking. Sau nhiều lần đổi chủ, năm 1834 lâu đài trở thành tài sản của công tước Max Joseph ở Bayern. Con gái ông, Elisabeth, mà sau này trở thành nữ hoàng Elisabeth của Áo và hoàng hậu của Hungary (Sisi), đã lớn lên ở đây.
Vua Maximilian II. cho xây ở  Possenhofen một nhà ga, mà bây giờ trở thành trạm S-Bahn München. Từ năm 2004 ở đây có  bộ sưu tập Heinemann cũng như  bảo tàng viện nữ hoàng Elisabeth, mở cửa vào mùa hè, từ thứ sáu cho tới chủ nhật vào buổi chiều.  
Possenhofen có một trạm tàu chạy tới các nơi khác chung quanh hồ.